# Казахстанский митрополичий округ
Митрополи́чий о́круг в Респу́блике Казахста́н (каз. Қазақстан Республикасындағы митрополиттік аймақ, также Казахста́нский митрополи́чий о́круг, каз. Қазақстан митрополиттік аймағы; второе, равнозначное наименование округа: Православная церковь Казахстана, каз. Қазақстан православиелік шіркеуі) — митрополичий округ Русской православной церкви на территории Республики Казахстан. Имеет центр в городе Астана.

## История

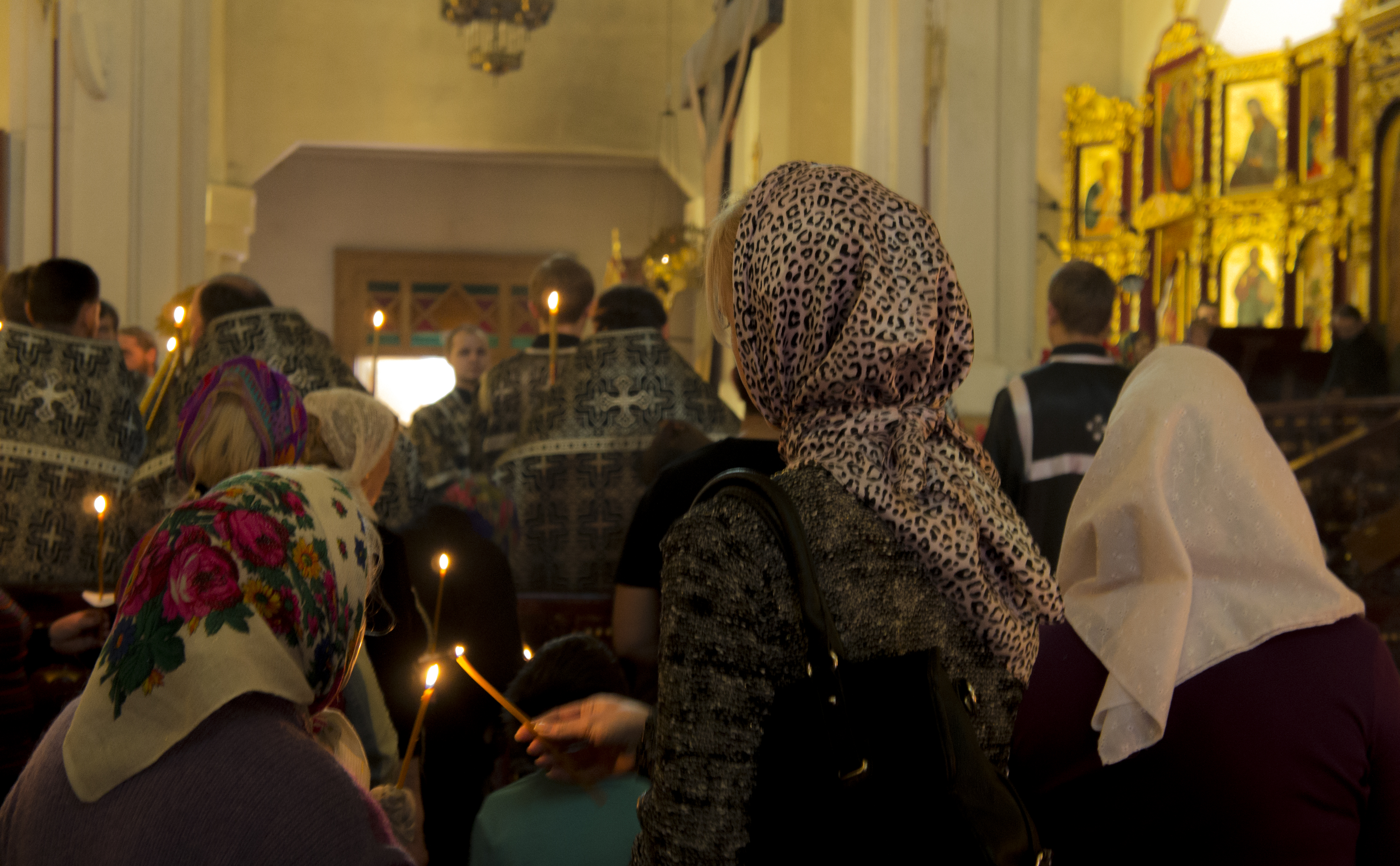
Литургия в Вознесенском кафедральном соборе, Алма-Ата

6 июня 1995 года решением Священного синода Русской православной церкви (РПЦ) была образована Православная межъепархиальная Комиссия правящих архиереев, несущих послушание Матери-Церкви в Республике Казахстан, под председательством архиепископа Алматинского и Семипалатинского Алексия (Кутепова). Представленный митрополитом Крутицким и Коломенским Ювеналием проект о комиссии был утверждён 7 октября того же года.
7 мая 2003 года по решению Священного синода РПЦ в целях координации религиозно-просветительской, издательской, социальной и прочей общественно-значимой деятельности епархий РПЦ в Республике Казахстан был образован митрополичий округ в составе Астанайской, Уральской и Чимкентской епархий. Центром округа стал город Астана. Главой округа был определён митрополит Астанайский и Алма-Атинский. На эту должность был назначен епископ Русской православной церкви, митрополит Мефодий (Немцов).
Патриарх Алексий II в том же году в интервью газете «Известия» сказал: «Назрела необходимость изменения церковной структуры в Казахстане. Там живёт многомиллионное православное население, которое нуждается в поддержке, в том, чтобы обеспечить должную роль Православной церкви в обществе и государстве. Требовалось скоординировать деятельность трёх епархий, расположенных на территории одной страны. Для этого и решено создать в Казахстане митрополичий округ».
5 марта 2010 года Святейший Патриарх Московский и всея Руси Кирилл и Священный синод Русской православной церкви назначил главой Митрополичьего округа архиепископа Александра (Могилева) с присвоением ему титула «архиепископ Астанайский и Алма-Атинский».
26 июля 2010 года решением Священного синода округ переименован в Митрополичий округ Русской православной церкви в Республике Казахстан. Были одобрены также «Внутреннее положение о Митрополичьем округе Русской православной церкви в Республике Казахстан» и Устав Республиканского религиозного объединения «Митрополичий округ Русской православной церкви в Республике Казахстан». Учреждена Алма-Атинская духовная семинария. Документы подлежат последующему утверждению на Архиерейском соборе. Установлен новый титул главы Митрополичьего округа — «Астанайский и Казахстанский».
28 июля 2010 года за богослужением в Киево-Печерской лавре Патриарх Кирилл возвёл Александра (Могилева) в сан митрополита.
6 октября 2010 года решением Священного синода на территории Казахстана образованы ещё три епархии: Карагандинская, Костанайская и Павлодарская.
18 декабря 2010 года состоялось первое заседание Синода Митрополичьего округа.
5 октября 2011 года из прежних шести епархий были выделены ещё три — Кокшетауская, Петропавловская и Усть-Каменогорская. Тогда же Священный синод Русской православной церкви принял решение о включении в число постоянных членов Священного синода Русской православной церкви митрополита Астанайского и Казахстанского — главы Казахстанского митрополичьего округа.
14 марта 2012 года распоряжением Патриарха Московского и всея Руси Кирилла при храме святых мучениц Веры, Надежды, Любови и матери их Софии на Миусском кладбище в Москве открыто представительство Митрополичьего округа Русской православной церкви в Республике Казахстан.
29 мая 2012 года Патриарх Московский и всея Руси Кирилл освятил построенный рядом с Успенским кафедральным собором Астаны административный и духовно-культурный центр Митрополичьего округа Русской православной церкви в Республике Казахстан.
17 октября 2012 года председатель Агентства Республики Казахстан по делам религий Кайрат Кайырбекулы Лама Шариф вручил митрополиту Александру свидетельство о государственной регистрации Митрополичьего округа в Республике Казахстан.
На территории округа действует несколько сотен храмов РПЦ. Вместе с тем значительное количество церквей, в том числе в Западно-Казахстанской области, ещё не возвращено верующим.

## Епархии
- Актюбинская и Кызылординская епархия
- Астанайская и Алматинская епархия
- Карагандинская и Шахтинская епархия
- Кокшетауская и Акмолинская епархия
- Костанайская и Рудненская епархия
- Павлодарская и Экибастузская епархия
- Петропавловская и Булаевская епархия
- Уральская и Атырауская епархия
- Усть-Каменогорская и Семипалатинская епархия
- Чимкентская епархия

История епархиального деления митрополичьего округа:

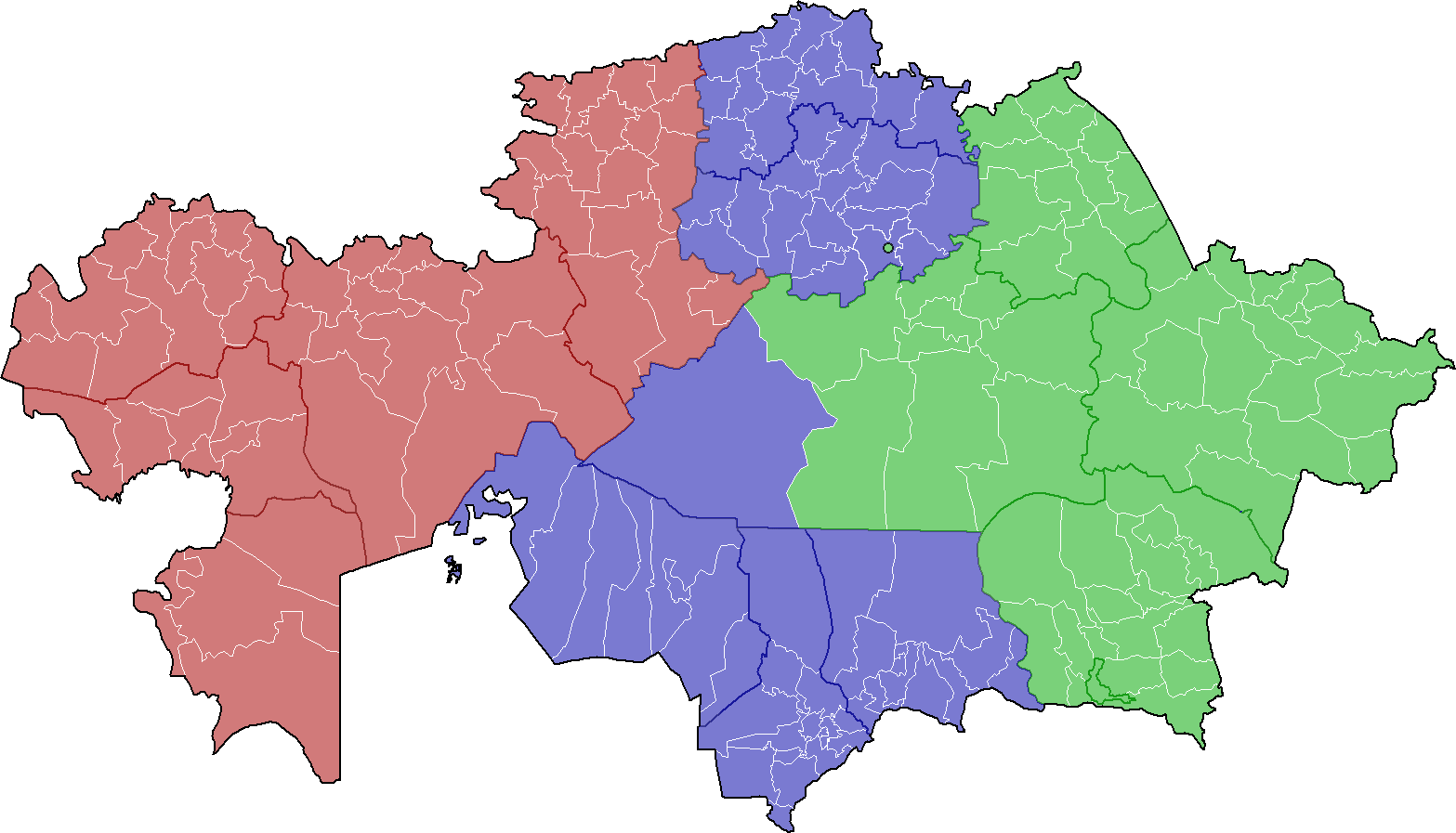
Деление на епархии в 1999—2010 годах. Астанайская и Алматинская митрополия (зелёный); Чимкентская и Акмолинская епархия (фиолетовый); Уральская и Гурьевская епархия (красный)
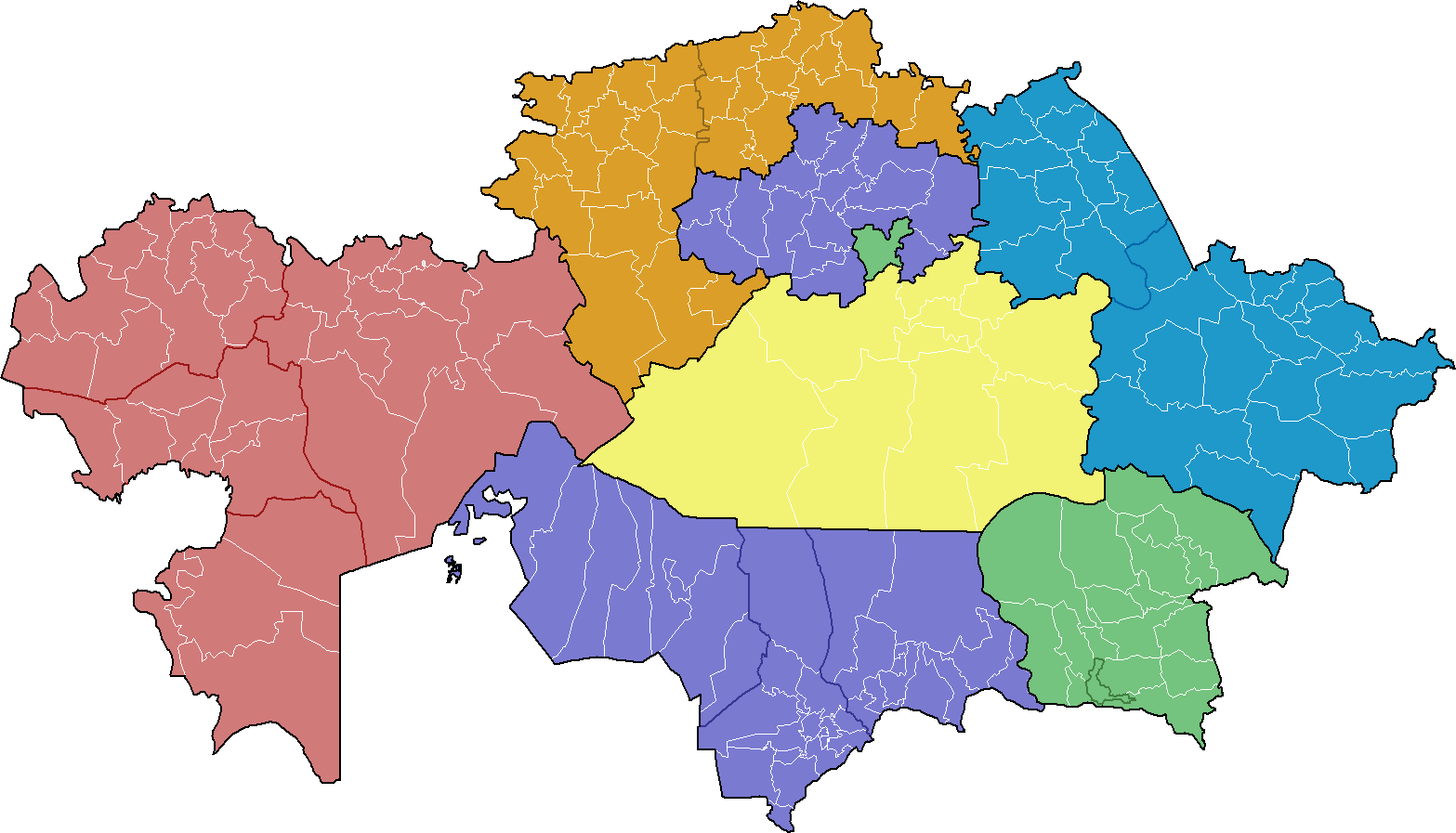
Деление на епархии в 2010—2011 годах. Созданы: Костанайская и Петропавловская епархия (оранжевый); Карагандинская и Шахтинская епархия (жёлтый); Павлодарская и Усть-Каменогорская епархия (синий)
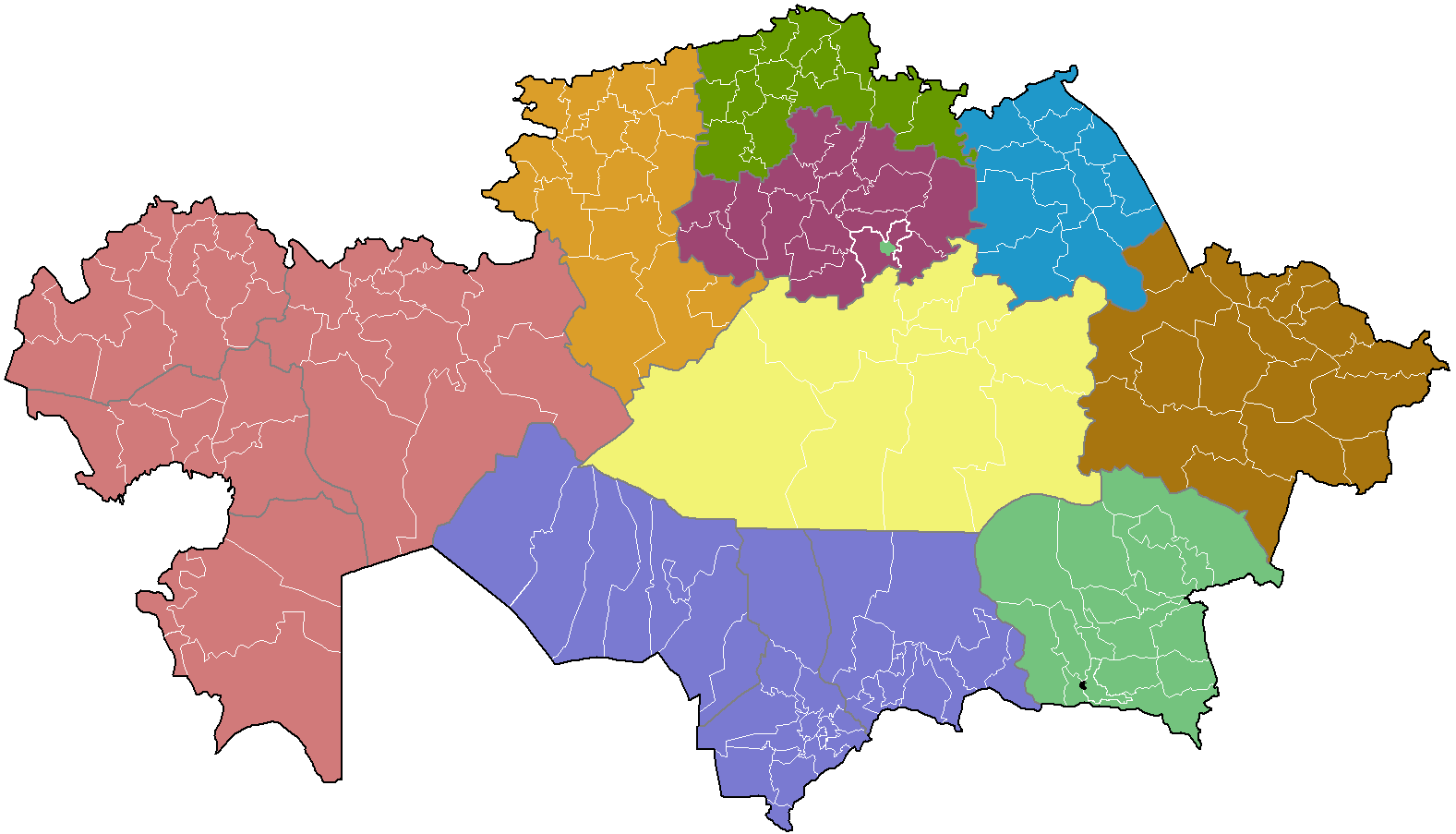
Деление на епархии с 2011 года. Созданы: Петропавловская и Булаевская епархия (ярко-зелёный); Кокшетауская и Акмолинская епархия (ярко-фиолетовый); Усть-Каменогорская и Семипалатинская епархия (коричневый)

## Синод Округа
Согласно Уставу митрополичьего округа в Республике Казахстан в состав Синода входят правящие и викарные архиереи епархий митрополичьего округа. В настоящий момент Синод состоит из 12 архиереев.
Председатель:
- митрополит Астанайский и Казахстанский Александр (Могилёв) (с 5 марта 2010 года)

Члены Синода:
- архиепископ Павлодарский и Экибастузский Варнава (Сафонов) (с 14 ноября 2010 года)
- архиепископ Карагандинский и Шахтинский Севастиан (Осокин) (с 20 февраля 2011)
- архиепископ Усть-Каменогорский и Семипалатинский Амфилохий (Бондаренко) (с 26 февраля 2012 года)
- архиепископ Кокшетауский и Акмолинский Варсонофий (Винниченко) (c 20 марта 2025 года)
- архиепископ Петропавловский и Булаевский Владимир (Михейкин) (с 8 июня 2014 года)
- епископ Актюбинский и Кызылординский Игнатий (Сидоренко) (c 1 мая 2022 года)
- епископ Чимкентский и Туркестанский Хрисанф (Коноплёв) (со 2 декабря 2022 года)
- епископ Уральский и Атырауский Вианор (Иванов) (с 21 сентября 2023 года)
- епископ Каскеленский Геннадий (Гоголев), управляющий делами Казахстанского митрополичьего округа, викарий Астанайской епархии (с 31 мая 2010 года)
- епископ Талдыкорганский Клавдиан (Поляков), викарий Астанайской епархии (с 6 мая 2022 года)
- епископ Талгарский Вениамин (Рудый), викарий Астанайской епархии (с 30 апреля 2023 года)

## Награды
- Орден и медаль «Алғыс» (Благодарность);
- Орден и медаль «За заслуги перед Православной Церковью Казахстана»;
- Орден и медаль священноисповедника Николая, митрополита Алма-Атинского и Казахстанского;
- Орден и медаль преподобноисповедника Севастиана, схиархимандрита Карагандинского;
- Орден и медаль священномученика Пимена, епископа Верненского;
- Орден и медаль преподобномучеников Серафима и Феогноста Алма-Атинских;
- Орден и медаль святых мучениц Веры, Надежды, Любови и Софии;
- Орден «Еңбек Үшін» (За труды);
- Медаль «140-летия основания Туркестанской епархии»;
- Грамота Главы Митрополичьего Округа[18].